# Boys Ranch
Boys Ranch – jednostka osadnicza w Stanach Zjednoczonych, w stanie Teksas, siedziba administracyjna hrabstwa Oldham.